# Jorge Carrasco (Fußballspieler, 1982)
Jorge Carrasco, mit vollständigem Namen Jorge Antonio Carrasco Chirino, (* 1. Februar 1982 in Santiago de Chile) ist ein ehemaliger chilenischer Fußballspieler. Der Abwehrspieler gewann mit dem CSD Colo-Colo zwei Meisterschaften.

## Karriere

### Verein
Jorge Carrasco kam mit zwölf Jahren zu Audax Italiano und debütierte im Februar 2001 für die Profimannschaft im Spiel gegen Deportes Temuco, das die Italiener mit 2:1 für sich entscheiden konnten. In der Clausura 2006 erreichte der Abwehrspieler mit Audax das Finale um die Meisterschaft, unterlag dort aber dem CSD Colo-Colo. In der Copa Libertadores 2007 spielte Audax eine gute Gruppenphase, letztlich fehlte den Chilenen jedoch ein Tor zum Erreichen des Achtelfinales. 
Mitte 2007 wechselte Carrasco gemeinsam mit den Teamkollegen Rodolfo Moya und Roberto Cereceda zu Rekordmeister CSD Colo-Colo. Mit den Albos gewann er jeweils die Clausura 2007 und 2008. 2009 ging der Defensivspieler auf Leihbasis zum CD Palestino. 2010 kehrte Carrasco zu Colo-Colo zurück, spielte aber keine Rolle in den Planungen des Trainers Diego Cagna mehr. Jorge Carrasco wechselte daraufhin zu Universidad de Concepción. Nach der Transición 2013 beendete er seine aktive Karriere.

### Nationalmannschaft
Jorge Carrasco spielte für die U-17-Nationalmannschaft bei der Südamerikameisterschaft 1999 in Uruguay. Das Team von Héctor Pinto schied in der Gruppenphase aus.

## Erfolge
Colo-Colo
- Chilenischer Meister: 2007-C, 2008-C